# Patrick Percin
Patrick Gilles Percin (La Trinité, 18 dicembre 1976) è un ex calciatore francese martinicano, di ruolo attaccante.

## Carriera

### Club
Ha cominciato a giocare nel Club Franciscain. Nel 2003 è passato all'Amiens. Nel 2004 è tornato al Club Franciscain. Nel 2006 si è trasferito al Samaritaine. Nel 2010 è stato acquistato dal Bélimois. Nel 2013 è passato al Robert. Nel 2014 è stato acquistato dal Club Franciscain.

### Nazionale
Ha debuttato in Nazionale il 22 luglio 1998, in Martinica-Dominica (5-1). Ha messo a segno la sua prima rete con la maglia della Nazionale il 4 aprile 2001, in Martinica-Saint Vincent e Grenadine (3-0), in cui ha siglato la rete del momentaneo 1-0 al minuto 23. Ha partecipato, con la Nazionale, alla CONCACAF Gold Cup 2002 e alla CONCACAF Gold Cup 2003. Ha collezionato in totale, con la maglia della Nazionale, 58 presenze e 19 reti.

## Palmarès

### Club

#### Competizioni nazionali
- Campionato martinicano di calcio: 9

Club Franciscain: 1999-2000, 2000-2001, 2001-2002, 2002-2003, 2004-2005, 2005-2006, 2016-2017, 2017-2018, 2018-2019
- Coppa della Martinica: 5

Club Franciscain: 2000-2001, 2001-2002, 2002-2003, 2004-2005, 2014-2015